# The Ferns of Great Britain and Ireland

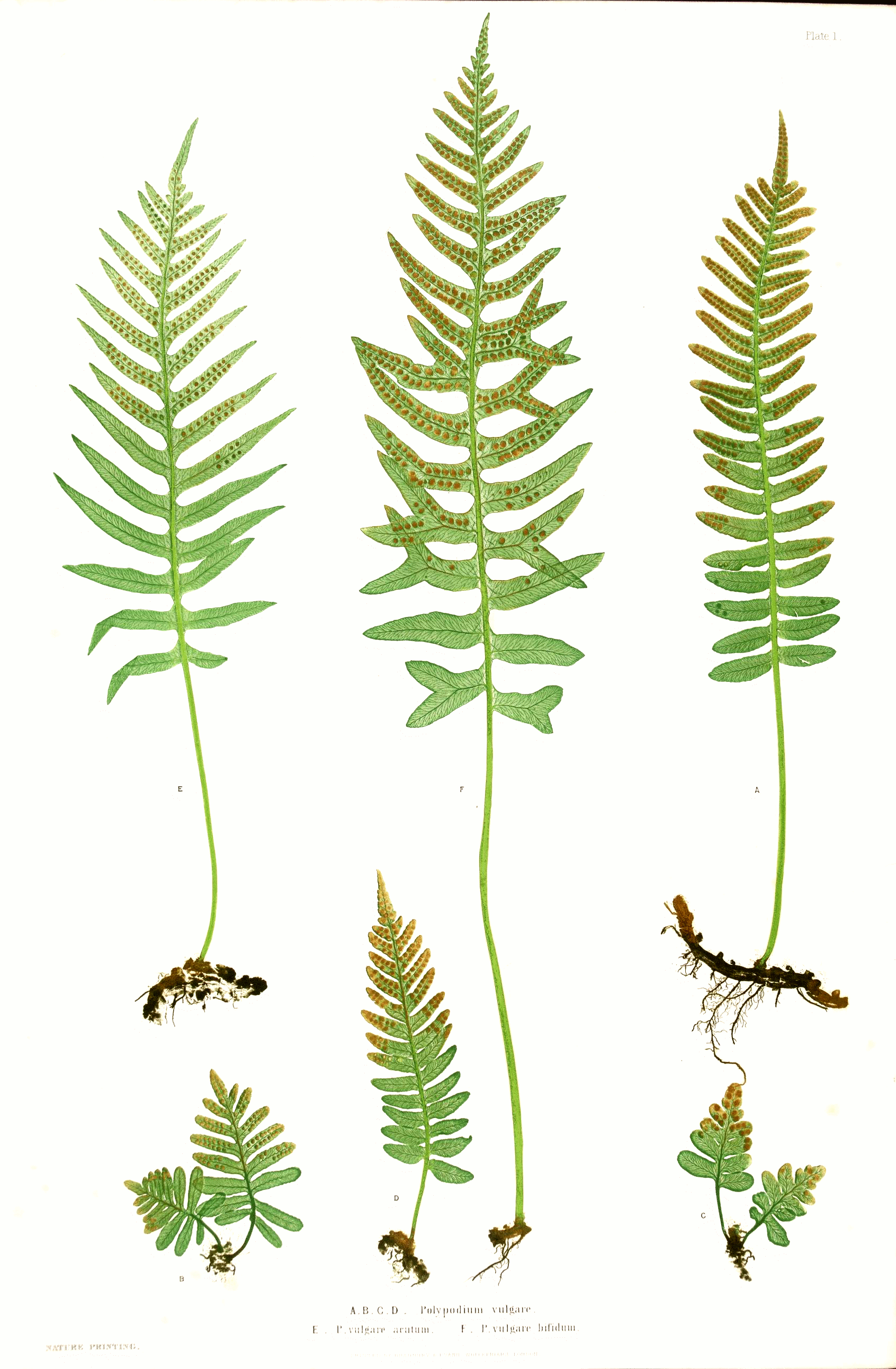
Placa 1 del título
Polypodium vulgare

The Ferns of Great Britain and Ireland fue un libro publicado en 1855 que contó con 51 placas de impresión de la naturaleza, realizadas por Henry Bradbury.

## Descripción
El texto es una descripción científica de todas las variedades de helechos que se encuentran en las islas británicas. El autor de este trabajo fue el botánico Thomas Moore, el director fue John Lindley.
El libro fue lanzado en un momento de la llamada " loquita " en Gran Bretaña. Junto con William Johnstone Grosart en The Nature-Printed British Seaweeds (London, 1859-1860), el libro muestra el innovador proceso de impresión de la naturaleza de Bradbury. El editor de la obra fue Bradbury y Evans. Bradbury patentó el proceso después de haber visto la invención de Alois Auer - una diferencia posterior surgió con su creador.
A pesar de un alto nivel de interés durante un tiempo, la técnica no se empleó ampliamente en las obras inglesas posteriores. Bradbury, junto con Auer, que creían que la técnica era un enorme avance en la impresión. Sin embargo, las plantas y otros sujetos que podría ser impresos con éxito de esta manera eran pocos. Los helechos fueron una de las pocas plantas con una forma que podía ser replicada, la forma de las hojas es en gran medida de dos dimensiones.
En este trabajo de los helechos, una planta muy adecuado para el proceso, se impresionaron sobre planchas de plomo blando. Estas fueron electrochapadas para convertirse en la placa de impresión, los detalles de las hojas y el tallo fueron coloreadas a mano en esta etapa. La imagen resultante se dividió en dos colores y proporcionó una descripción muy detallada y realista de la especie.